# NGC 374
NGC 374 este o galaxie lenticulară situată în constelația Peștii. A fost descoperită în 7 octombrie 1861 de către Heinrich Louis d'Arrest.